# Окчин
Окчин (пол. Okczyn) — село в Польщі, у гміні Кодень Більського повіту Люблінського воєводства. Населення — 134 особи (2011).

## Історія
За даними етнографічної експедиції 1869—1870 років під керівництвом Павла Чубинського, у селі переважно проживали греко-католики, які розмовляли українською мовою.
Як писав у звіті за червень 1946 року командир сотні УПА Іван Романечко («Ярий»), багато українців з Окчина, аби уникнути виселення з Польщі до УРСР, перейшло на греко-католицтво.
У 1975—1998 роках село належало до Білопідляського воєводства.

## Демографія
Демографічна структура станом на 31 березня 2011 року:
|          | Загалом | Допрацездатний вік | Працездатний вік | Постпрацездатний вік |
| -------- | ------- | ------------------ | ---------------- | -------------------- |
| Чоловіки | 66      | 15                 | 34               | 17                   |
| Жінки    | 68      | 14                 | 27               | 27                   |
| Разом    | 134     | 29                 | 61               | 44                   |